# Turritella apicalis
Espèce
Turritella apicalis est une espèce fossile d'escargots de mer, un mollusque gastéropode marin de la famille des Turritellidae. Elle a vécu du Pliocène supérieur au Pléistocène supérieur, et ses fossiles ont été découverts en Floride aux États-Unis.

## Description
Le spécimen décrit par Angelo Heilprin dans sa publication mesurait environ 43 mm de long et 8 mm de largeur a sa base.

## Systématique
L'espèce Turritella apicalis a été décrite en 1886 par le paléontologue et naturaliste américain Angelo Heilprin (1853-1907).   

## Publication originale
- (en) Angelo Heilprin, « Explorations on the West Coast of Floridaand in the Okeechobee Wilderness », Transactions of the Wagner Free Institute of Science of Philadelphia, Philadelphie, vol. 1,‎ 1887, p. 1-134 (lire en ligne, consulté le 13 août 2023).